# Алескеров Намік Авяз-огли
Намік Алескеров (азерб. Namiq Əvəz oğlu Ələsgərov; 3 лютого 1995, Ґусар) — азербайджанський футболіст, півзахисник клубу «Сабах» та національної збірної Азербайджану.

## Клубна кар'єра
Вихованець футбольної академії ФК «Баку» в складі якого і дебютував у дорослій команді. Влітку 2014 Алескеров перейшов до клубу «Карабах». Сезон 2016 півзахисник провів в оренді захищаючи кольори команди «Кяпаз».
26 грудня 2016 Намік покинув «Карабах», а наступного дня уклав контракт з «Нефтчі». 28 липня 2020 року сторони продовжили дію контракту до літа 2022 року.
За підсумками сезону 2020-21 півзахисник став найкращим бомбардиром чемпіонату.
Відігравши сезон за турецький «Бурсаспор» у 2022 році повернувся на батьківщину, де захищає кольори тсоличного клубу «Сабах».

## Виступи за збірні
З 2010 по 2013 Намік виступав за різноманітні юнацькі збірні Азербайджану.
З 2014 по 2016 Алескеров був гравцем молодіжної збірної Азербайджану.
28 березня 2015 року дебютував у національній збірній Азербайджану в матчі проти збірної Мальти.

## Титули і досягнення

### Клубні
«Карабах»
- Прем'єр-ліга: (1) 2014-15
- Кубок Азербайджану: (1) 2014-15

«Нефтчі»
- Прем'єр-ліга: (1) 2020-21

«Баку»
- Кубок Азербайджану: (1) 2011-12

«Сабах»
- Кубок Азербайджану: (1) 2024-25

### Особисті
- Найкращий бомбардир Чемпіонатe Азербайджану: (1) 2020-21 (19 м'ячів).